# Dollar de la Malaisie et du Bornéo britannique
Le dollar de la Malaisie et du Bornéo britannique est l'unité de compte de la fédération de Malaisie, de Singapour, du Sarawak, du Bornéo du Nord, de Brunei et des îles Riau, territoires dans un premier temps sous administration britannique, puis à partir de 1957, pour partie indépendants. Symbole d'une unité monétaire, elle disparaît en 1967.

## Histoire monétaire
En 1939, les Britanniques décident de remplacer le dollar des Établissements des détroits (en anglais : Straits Settlements) par deux nouvelles unités de compte, le dollar malais et le dollar de Sarawak, à parité équivalente, et valant sur le marché de Londres 2 shillings et 4 pence, dont les cours seront suspendus entre 1942 et 1945, du fait de l'occupation japonaise. Au 1er janvier 1952, une nouvelle monnaie unique est introduite, le dollar de la Malaisie et du Bornéo britannique (en anglais : Malaya and British Borneo dollar). Cette monnaie commune est administrée par le Board of Commissioners of Currency. La Malaisie et Singapour, devenus indépendants en 1957, d'abord au sein d'un même fédération, puis, séparément, continuent à l'utiliser jusqu'au 12 juin 1967, date à laquelle chacun de ces pays adopte sa propre unité de compte. Les îles Riau passèrent sous contrôle indonésien en 1963. Brunei, indépendant depuis 1984, quitta également l'union monétaire en 1967 : cette année-là, la livre sterling avait connu une brusque dévaluation, et ne pouvait plus servir de monnaie de référence,.

## Émissions monétaires

### Pièces de monnaie
Des pièces de 1 cent, en bronze puis en cuivre, de 5, 10, 20, et 50 cents, en cupronickel, sont frappées, portant à l'avers le portrait de la reine Élisabeth II.

### Billets de banque
Une première série est fabriquée en 1953 comportant des coupures de 1, 5 et 10 dollars, imprimées par Waterlow and Sons (en), de 50 et 100 dollars, par Bradbury Wilkinson and Company (en), et de 1 000 et 10 000 dollars par De la Rue. Au recto, les billets portent le portrait de la reine Élisabeth II et des mentions en anglais. Au verso, on trouve des mentions en jawi. La deuxième série produite en 1959 comprend des coupures de 1 et 10 dollars, sans le portrait de la souveraine.